# 北海道道778号濁川温泉線
北海道道778号濁川温泉線（ほっかいどうどう778ごう にごりかわおんせんせん）は、北海道茅部郡森町内を結ぶ一般道道（北海道道）である。

## 概要

### 路線データ
- 起点：北海道茅部郡森町字濁川
- 終点：北海道茅部郡森町字本茅部町（国道5号交点）
- 総延長：7.072 km
- 実延長：7.054 km
- 重用延長：0.018 km

### 道路管理者
- 渡島総合振興局 函館建設管理部 八雲出張所

## 歴史
- 1972年（昭和47年）3月31日 - 路線認定[1]。

## 地理

### 通過する自治体
- 渡島総合振興局
  - 茅部郡森町

### 交差する道路
森町
- 道央自動車道 - 字石倉町（接続はしない）
- 国道5号 - 字本茅部町（終点）

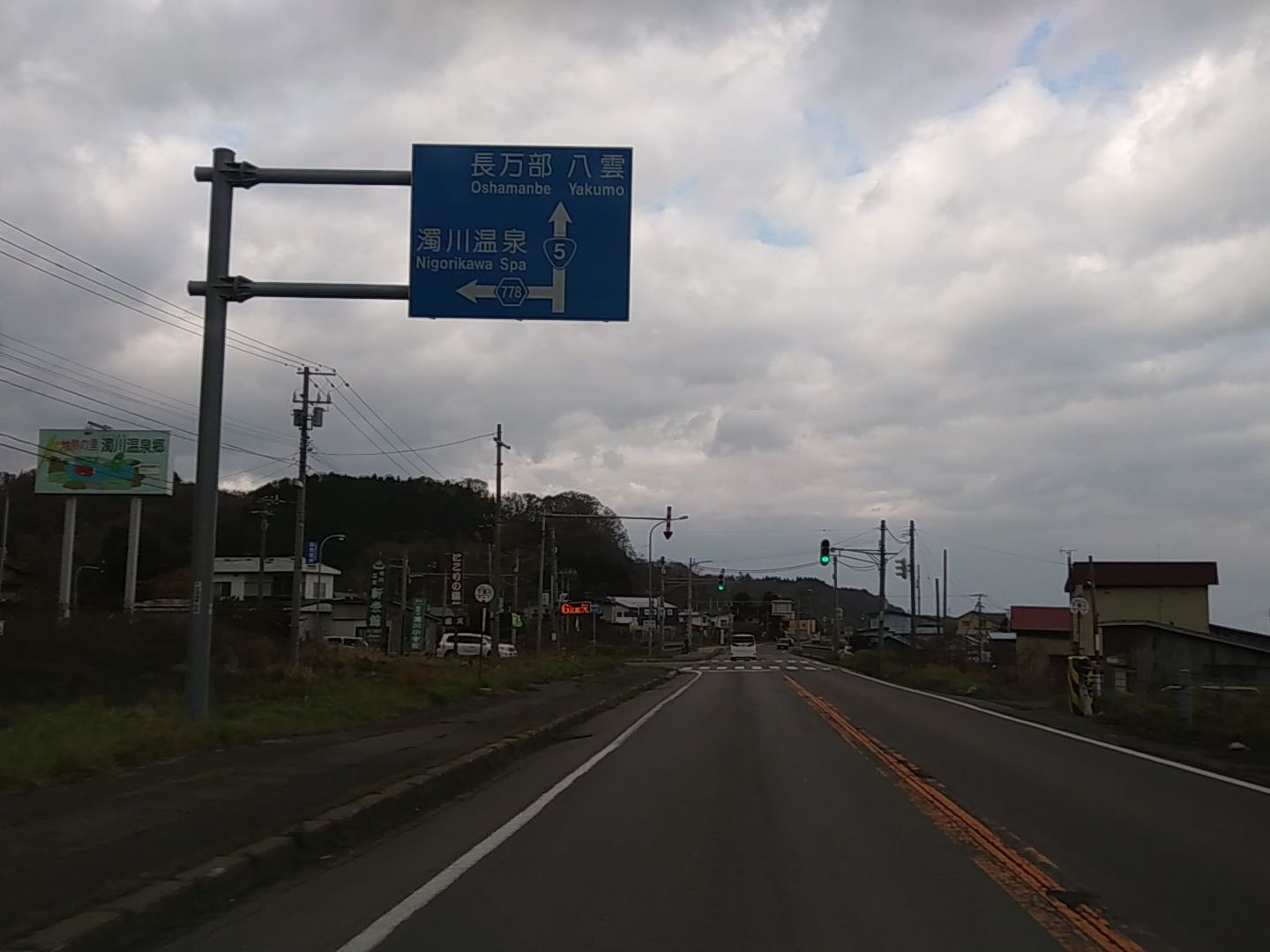
北海道道778号濁川温泉線・国道5号交点（国道5号函館側から）

### 沿線にある施設など
森町
- 濁川温泉
- 北海道電力森地熱発電所
- 森町立濁川小学校